# Bittacus selysi
Bittacus selysi är en näbbsländeart som beskrevs av Peter Esben-Petersen 1917. 
Bittacus selysi ingår i släktet Bittacus och familjen styltsländor. Inga underarter finns listade i Catalogue of Life.